# Margarethe Faas (Schauspielerin)
Margarethe Faas (* 17. April 1902 in Freiburg im Breisgau, Deutsches Reich; † 5. August 1949 in Lörrach) war eine deutsche Bühnen- und Filmschauspielerin.

## Leben und Wirken
Die gebürtige Freiburgerin hatte seit den 1920er Jahren ohne größere Höhen und Tiefen Theater gespielt, zumeist an Tourneebühnen. Festengagements wie beispielsweise 1933/34 an das Preußische Staatstheater in Berlin blieben die absolute Ausnahme. Nebenher trat sie in den 1930er Jahren hin und wieder mit sehr kleinen Rollen auch in Filmen auf. Während des Zweiten Weltkriegs (1941/42) führte sie eine Verpflichtung an das Deutsche Theater der deutschbesetzten französischen Stadt Lille. Nach dem Krieg kehrte Margarethe Faas wieder in ihre südwestdeutsche Heimat zurück, wo sie in Lörrach, nahe der Schweizer Grenze, mit nur 47 Jahren starb.

## Filmografie
- 1932: Das erste Recht des Kindes
- 1932: Theodor Körner
- 1934: La Paloma
- 1935: Es waren zwei Junggesellen
- 1937: Liebe kann lügen
- 1938: Das Mädchen mit dem guten Ruf

## Einzelnachweis
1. ↑  Margarete Faas in den Akten der Reichskulturkammer